# 20 Hydrae
20 Hydrae är en orange ljusstark jätte i Vattenormens stjärnbild.
20 Hydrae har visuell magnitud +5,46 och är synlig för blotta ögat vid någorlunda god seeing. Den befinner sig på ett avstånd av ungefär 480 ljusår.